# Coptis
Genre
Coptis (fil d'or ou chancre racine) est un genre de plantes à fleurs de la famille des Ranunculaceae de 10 à 15 espèces, originaires d'Asie et d'Amérique du Nord .

## Liste d'espèces
- Coptis aspleniifolia - fil d'or à feuilles de fougère, fil d'or à feuilles de spleenwort
- Coptis chinensis - fil d'or chinois, Huang lian en chinois (chinois :黃連; pinyin : huánglián)
- Coptis deltoidea
- Coptis japonica - fil d'or japonais, Riben huang lian en chinois (chinois :日本黃連; pinyin : Rìběn huánglián)
- Coptis laciniata - Fil d'or de l'Oregon : Californie, Oregon, État de Washington
- Coptis occidentalis - Fil d'or de l'Idaho : Idaho, Montana, Washington
- Coptis omeiensis
- Coptis quinquefolia
- Coptis quinquesecta
- Coptis teeta - fil d'or du Yunnan, Yunnan huang lian en chinois (chinois :云南黃連; pinyin : Yúnnán huánglián)
- Coptis trifolia - fil d'or à trois feuilles, savoyane, chancre (Eurasie orientale, Groenland, Saint Pierre et Miquelon, Canada, USA)

Nom en synonymie
- Coptis groenlandica, un synonyme de Coptis trifolia

## Utilisation
Coptis teeta est utilisé comme plante médicinale en Chine et dans les régions de l'Himalaya oriental en Inde, en particulier dans les collines Mishmi de l'Arunachal Pradesh, où il est utilisé comme tonique amer pour traiter la fièvre paludéenne et la dyspepsie .  On pense également qu'il aide à lutter contre l' insomnie en herboristerie chinoise . [ citation nécessaire ] Les racines contiennent l' alcaloïde amer berbérine .  Des études ont montré que l'espèce est devenue en danger à la fois en raison de la surexploitationainsi que des goulots d'étranglement génétiques intrinsèques tels qu'une stérilité masculine élevée induite par des mutations génétiques.  En raison de la mutation synaptique et de la stérilité mâle qui en a résulté, la reproduction sexuée de l'espèce est considérablement réduite  Les racines séchées (fil d'or) ont été commercialisées au Canada jusqu'aux années 1950 ou au début des années 1960, pour être dans un "thé" et tamponné sur les zones touchées par le muguet (candidose) . [ citation nécessaire ]

## Écologie
L'espèce habite les forêts tempérées chaudes et froides de l'association chêne-rhododendron. On le voit parfois pousser sous des fourrés de bambous autour de la région de Mayodia du district de Dibang Valley dans les collines Mishmi de l'Arunachal Pradesh en Inde. Il fleurit au début du printemps en mars-avril et produit des fruits/graines en juillet-août. Les semis sont rares et se trouvent souvent en train de germer sur du bois mort chargé de mousse sur le sol forestier ou même sur des branches de Rhododendron chargées de mousse. Une nouvelle sous-espèce a été reconnue dans C. teeta par Pandit & Babu et a été nommée subsp. lohitensis , qui est morphologiquement très différente de subsp. teetaet il est géographiquement distinct et habite les forêts de feuilles larges dans la vallée de Delai du district de Lohit dans l'Arunachal Pradesh, en Inde. 